# Université de Shimane
L'Université de Shimane (島根大学, Shimane Daigaku, couramment abrégée en Shimadai, 島大) est une université nationale japonaise, située à Matsue dans la préfecture de Shimane

## Composantes
L'université est structurée en facultés de 1er cycle (学部, gakubu), qui ont la charge des étudiants de 1er cycle universitaire, et en facultés de cycles supérieurs (研究科, kenkyūka), qui ont la charge des étudiants de 2e et 3e cycle universitaire.

### Facultés de1ercycle
L'université compte 5 facultés de 1er cycle (学部, gakubu) :
- Faculté de droit et de littérature ;
- Faculté d'éducation ;
- Faculté de médecine ;
- Faculté de science et d'ingénierie ;
- Faculté des sciences de la vie et de l'environnement.

### Facultés de cycles supérieurs
L'université compte 6 facultés de cycles supérieurs (研究科, kenkyūka) :
- Faculté de sciences humaines et sociales ;
- Faculté d'éducation ;
- Faculté de médecine ;
- Faculté de science et d'ingénierie ;
- Faculté des sciences de la vie et de l'environnement ;
- Faculté de sciences de l'agriculture commune avec l'Université de Tottori.

## Personnalités liées

### Anciens étudiants
- Yukihiro Matsumoto, informaticien, concepteur du langage de programmation Ruby.
- Rie Sasaki, femme politique et idol.